# ОШ „Петар Кочић” Земун
ОШ „Петар Кочић” је основна школа у Београд у општини Земун, налази се у улици Првомајска 79. Школа има око 550 ученика, ради се у две смене, велики број секција, ученички парламент, продужени боравак за ученике млађих разреда, фискултурну салу, психолога, педагога и библиотекара као и ђачке новине „Кочићко”.
Од првог разреда ђаци уче енглески језик, а од петог и руски језик. Школа има по 3 одељења сваког разреда.

## Историјат
Основна школа Петар Кочић је основана 1880. године, чиме је једна од најстаријих школа не само у Београду него и у ужој Србији. Школа је у почетку радила при немачкој католичкој цркви Светог Венделина, из 1888, коју су срушили комунисти 1955. и на њеном месту изградили новији део школе. Тај крај су досељени Немци од 1819. звали Franzensthal - Фрањиндол, по цару Францу, који је посетио тај крај. Школа је до сада променила више имена,  „Немачка основна школа” је назв који је школа добила приликом оснивања. Након завршетка Првог светског рата и припајања Земуна Србији, школа мења назив у „Краљица Марија”. Приликом промене власти у Југославији после Другог светског рата школа добија назив „Школа бр.37” и „Осмолетка бр.14”, да би тренутни назви добила 1952. године.
Због насеља у коме се школа налази а које је било насељено претежно немцима, настава се до краја Првог светског рата одржавала на немачком језику. После Првог светског рата настава на немачком је била мањинска а наставници су углавном били Хрвати који су знали немачки.

## Стручни тимови
ОШ Петар Кочић у свом саставу има доста стручних тимова састављених од запослених у школи, ученика и родитеља.
- Подмладак Црвеног крста,
- Пријатељи деце,
- Ученички парламент,
- Вршњачки тим за ПО,
- Стручни актив за развојно планирање,
- Стручни актив за развој школског програма,
- Тим за професионалну оријентацију,
- Тим за културну, јавну делатност и информисање,
- Тим за самовредновање,
- Стручни тим за инклузивно образовање
- Тим за заштиту ученика од дискриминације, слостављања и занемаривања,
- Тим за професионални развој,
- Тим за Обезбеђивање квалитета и развој установе,
- Тим за развој међупредметних компетенција и предузетништва
- Тим за заштиту животне средине

## Секције
У школи постоје следеће секције:
- Ликовна секција[7]
- Шта знаш о саобраћају[8]
- Лепо писање[9]
- Рецитаторска секција[10]
- Библиотечка секција[11]
- Математичка секција[12]
- Спортске секције[13]
- Руски језик[14]
- Енглески језик https://www.ospetarkociczemun.rs/aktivnosti/sekcije/engleski-jezik.html
- Рачунарска секција
- Техничка секција[15]
- Драмска секција[16]
- Научно-истраживачка секција[17]
- Новинарска секција[18]

## Галерија
- Изглед из Првомајске улице
- Главни улаз
- Година градње